# Commissione Igiene e sanità pubblica della Camera dei deputati
La Commissione permanente XIV Igiene e sanità pubblica è stato un organo della Camera dei deputati della Repubblica italiana, istituito a partire dalla III legislatura della Repubblica Italiana dividendo le competenze della precedente Commissione Lavoro - emigrazione - cooperazione - previdenza e assistenza sociale - assistenza post-bellica - igiene e sanità pubblica con la Commissione Lavoro - assistenza e previdenza sociale - cooperazione. Nella X legislatura della Repubblica Italiana le competenze delle due Commissioni sono state riassegnate nelle attuali Commissione Lavoro pubblico e privato e Commissione Affari sociali.

## Composizione
La Commissione è composta da circa 45 deputati (di cui due segretari, due vicepresidenti e un presidente) scelti in modo omogeneo tra i componenti della Camera dei deputati, in modo da rispecchiarne le forze politiche presenti. Essi sono scelti dai gruppi parlamentari (e non dal Presidente, come invece accade per l'organismo della Giunta parlamentare): per la nomina dei membri ciascun Gruppo, entro cinque giorni dalla propria costituzione, procede, dandone comunicazione alla Presidenza della Camera, alla designazione dei propri rappresentanti nelle singole Commissioni permanenti.
Ogni deputato chiamato a far parte del governo o eletto presidente della Commissione è, per la durata della carica, sostituito dal suo gruppo nella Commissione con un altro deputato, che continuerà ad appartenere anche alla Commissione di provenienza. Tranne in rari casi nessun Deputato può essere assegnato a più di una Commissione permanente. Le Commissioni permanenti sono rinnovate dopo il primo biennio della legislatura ed i loro componenti possono essere confermati, ma i gruppi parlamentari possono cambiare i propri membri autonomamente in qualsiasi momento, sostituendoli, aggiungendoli o rimuovendoli, modificando di conseguenza anche il numero totale dei componenti della Commissione.

## Presidenti
| N°                           | Presidente           | Presidente     | Presidente                       | Gruppo parlamentare         | Mandato        | Mandato           | Legislatura    |
| N°                           | Presidente           | Presidente     | Presidente                       | Gruppo parlamentare         | Inizio         | Fine              | Legislatura    |
| ---------------------------- | -------------------- | -------------- | -------------------------------- | --------------------------- | -------------- | ----------------- | -------------- |
| XIV Igiene e sanità pubblica |                      |                |                                  |                             |                |                   |                |
| 1                            |                      |                | Beniamino De Maria (1911-1994)   | Democratico cristiano       | 30 luglio 1958 | 10 marzo 1959     | III (1958)     |
| 2                            |                      |                | Mario Cotellessa (1897-1978)     | Democratico cristiano       | 11 marzo 1959  | 27 marzo 1962     | III (1958)     |
| -                            |                      |                | Beniamino De Maria (1911-1994)   | Democratico cristiano       | 28 marzo 1962  | 15 maggio 1963    | III (1958)     |
| -                            | 12 luglio 1963       | 4 giugno 1968  | Beniamino De Maria (1911-1994)   | Democratico cristiano       | IV (1963)      |                   |                |
| -                            | Democrazia Cristiana | 11 luglio 1968 | Beniamino De Maria (1911-1994)   | 7 agosto 1969               | V (1968)       |                   |                |
| 3                            | Democrazia Cristiana |                |                                  | Dante Graziosi (1915-1992)  | V (1968)       | 9 ottobre 1969    | 24 maggio 1972 |
| 4                            | Democrazia Cristiana |                |                                  | Leandro Rampa (1922-2008)   | 11 luglio 1972 | 20 settembre 1973 | VI (1972)      |
| 5                            |                      |                | Salvatore Frasca (1928-2021)     | Partito Socialista Italiano | 2 ottobre 1973 | 4 luglio 1976     | VI (1972)      |
| 6                            |                      |                | Maria Eletta Martini (1922-2011) | Democrazia Cristiana        | 27 luglio 1976 | 26 luglio 1978    | VII (1976)     |
| 7                            |                      |                | Giacinto Urso (1925-2024)        | Democrazia Cristiana        | 27 luglio 1978 | 19 giugno 1979    | VII (1976)     |
| 7                            | 11 luglio 1979       | 11 luglio 1983 | Giacinto Urso (1925-2024)        | Democrazia Cristiana        | VIII (1979)    |                   |                |
| 8                            |                      |                | Mario Casalinuovo (1922-2018)    | Partito Socialista Italiano | 11 agosto 1983 | 1º luglio 1987    | IX (1983)      |